# Parque Potycabana
O Parque Nova Potycabana ou Poticabana é um parque de lazer, em Teresina, às margens do Rio Poti, nas proximidades da Ponte Juscelino  Kubitschek e do Teresina Shopping, com uma área de 43 mil metros quadrados.

## História

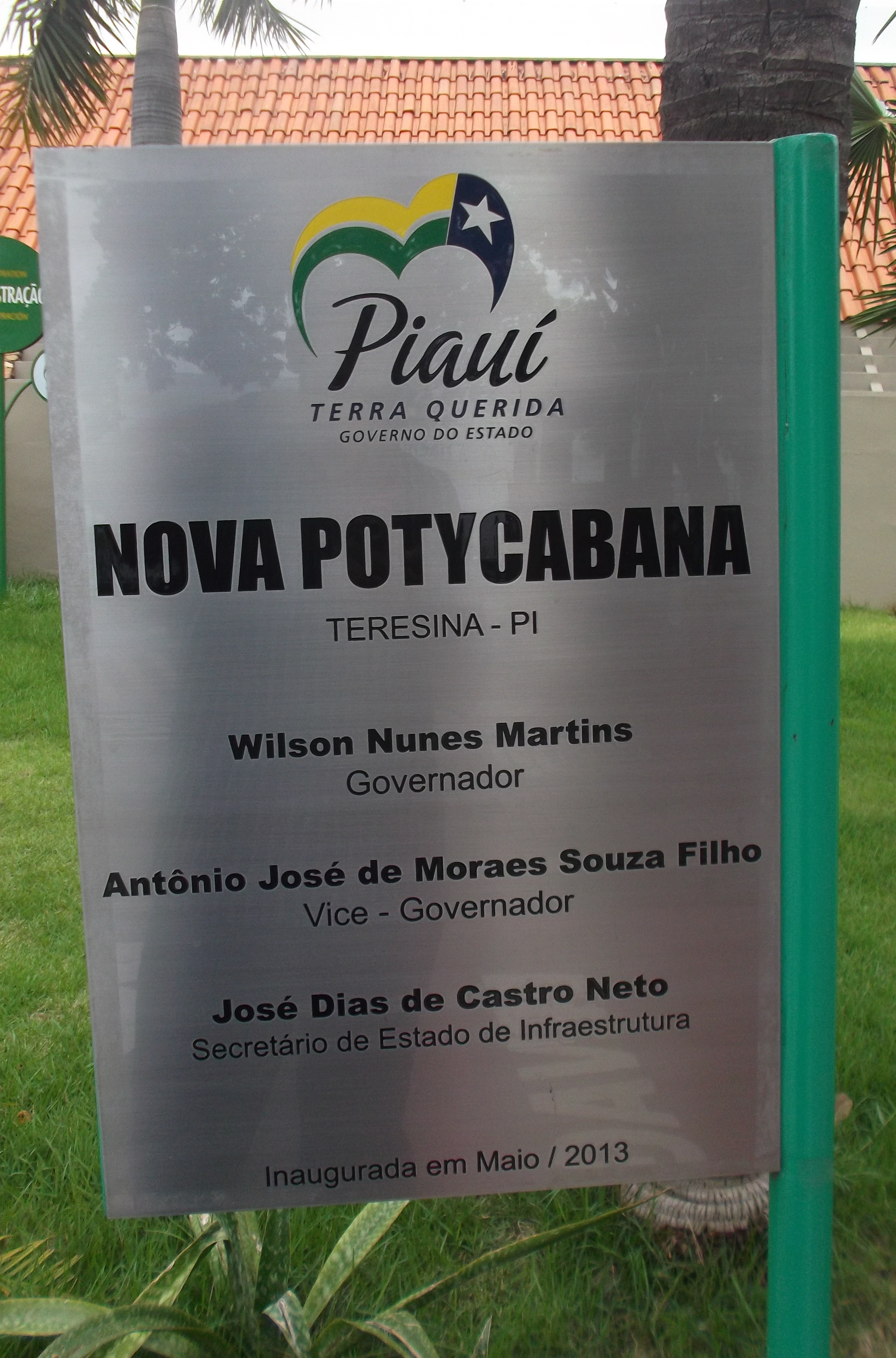
Placa da reforma de 2013

A poticabana foi inaugurada em setembro de 1990 pelo governador Alberto Tavares Silva que a idealizou com projeto do piauiense Gerson Castelo Branco. Inicialmente com área de 9 mil M², com praia artificial, piscinas de recreação, piscinas com ondas artificiais, tubo-água, brinquedos aquáticos, quadras polivalentes (vôlei, basquete, e futebol de salão), pistas de joggig e de skates, um palco ao ar livre, bares, restaurantes e capacidade para 50 mil pessoas por dia.. Em 16 de maio de 2013, no governo de Wilson Nunes Martins, foi inaugurada a reforma e replanejamento.

## Estrutura
Com o replanejamento e reforma de 2013 a área do parque passou a ser de 43 mil metros quadrados, sendo 15 mil metros de área verde, acrescentando-se uma pista de 1,5 km para a prática da caminhada, duas pistas de 1,5 km com tratamento asfáltico para ciclismo, pistas para prática de esportes radicais como o skate, bem como oito quadras, sendo uma de futebol society, uma de tênis, duas de badminton, duas de vôlei/futebol de areia e duas poliesportivas, que servirão; no replanejamento o parque passou a contar com internet wi-fi e dois palcos de eventos, um principal e outro auxiliar.

## Galeria de imagens da Potycabana

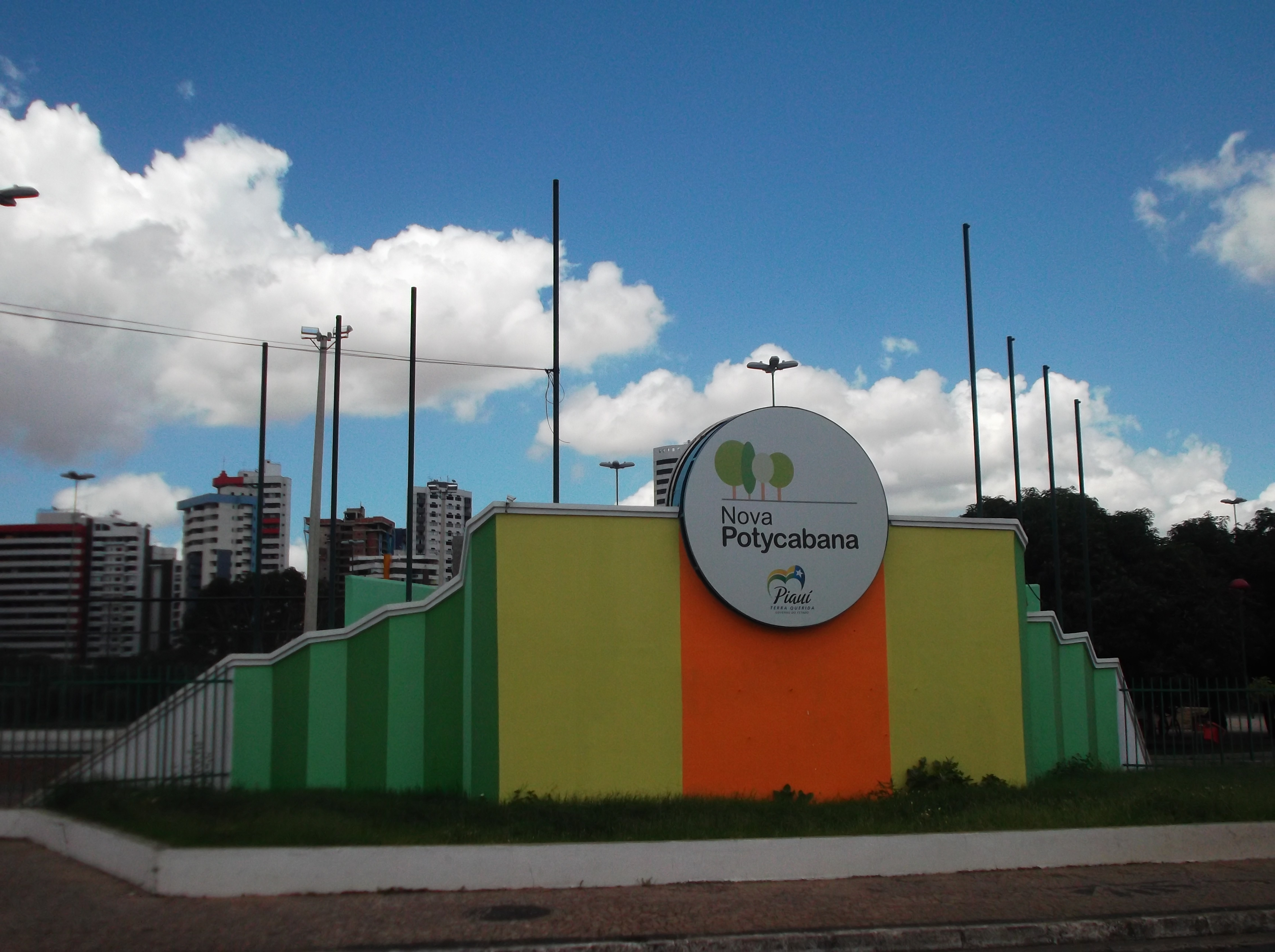
Muro da esfera de identificação
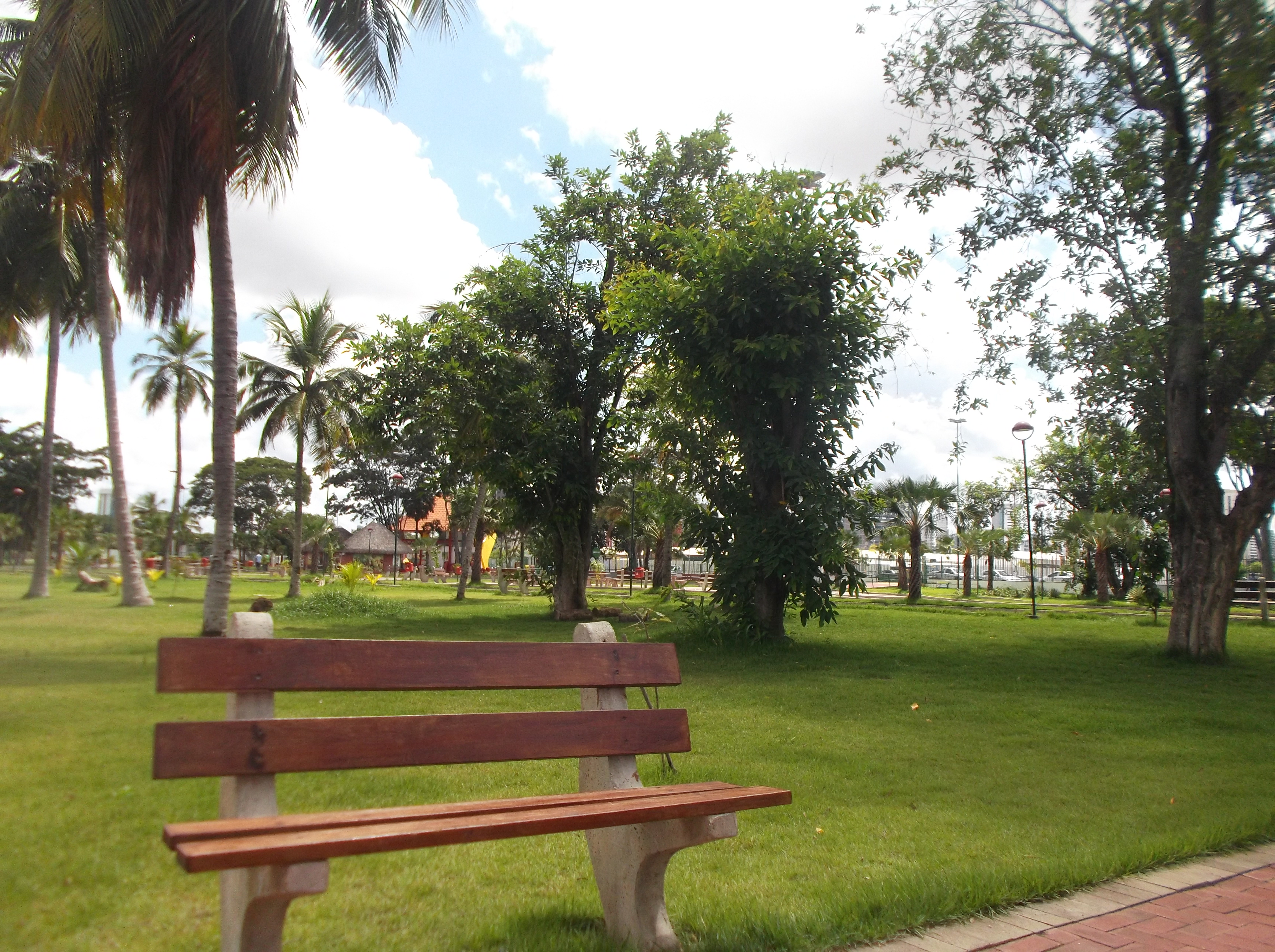
Vista do interior da Potycabana
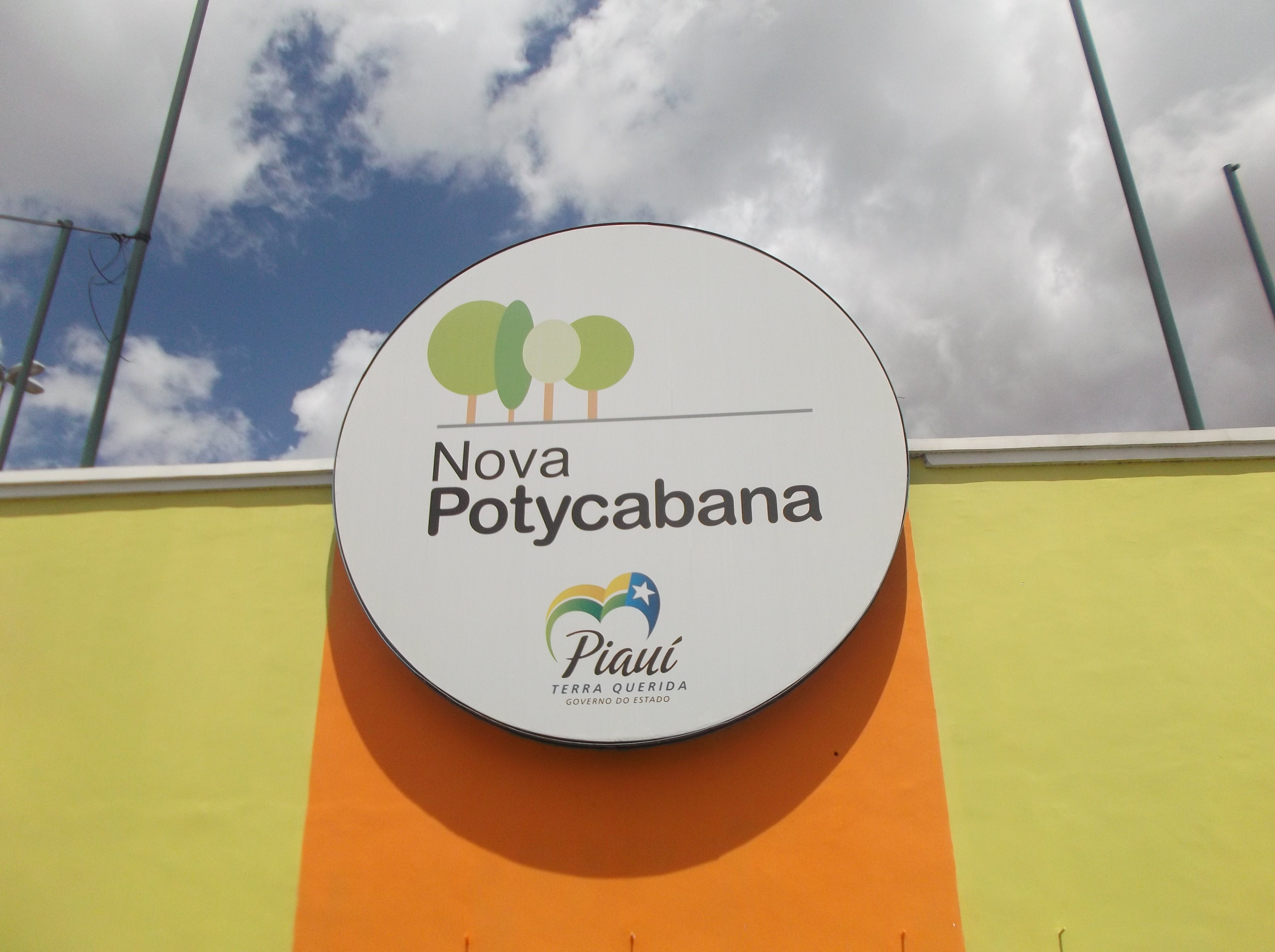
Destaque do letreiro do Parque